# Saint-Jure
Saint-Jure là một xã trong vùng Grand Est, thuộc tỉnh Moselle, quận Metz-Campagne, tổng Verny. Tọa độ địa lý của xã là 48° 56' vĩ độ bắc, 06° 13' kinh độ đông. Saint-Jure nằm trên độ cao trung bình là 230 mét trên mực nước biển, có điểm thấp nhất là 207 mét và điểm cao nhất là 261 mét. Xã có diện tích 10,61 km², dân số vào thời điểm 1999 là 258 người; mật độ dân số là 24 người/km².

## Thông tin nhân khẩu
| 1962 | 1968 | 1975 | 1982 | 1990 | 1999 |
| ---- | ---- | ---- | ---- | ---- | ---- |
| 189  | 214  | 184  | 177  | 210  | 258  |